# Montreuillon
Montreuillon is een gemeente in het Franse departement Nièvre (regio Bourgogne-Franche-Comté) en telt 301 inwoners (2009). De plaats maakt deel uit van het arrondissement Château-Chinon (Ville).
In de gemeente ligt het kasteel van Chassy.

## Geografie
De oppervlakte van Montreuillon bedraagt 34,1 km², de bevolkingsdichtheid is 8,5 inwoners per km².
De onderstaande kaart toont de ligging van Montreuillon met de belangrijkste infrastructuur en aangrenzende gemeenten.

## Demografie
Onderstaande figuur toont het verloop van het inwonertal (bron: INSEE-tellingen).